# Лейва, Альфонсо
Альфонсо Антонио Лейва Йепес (исп. Alfonso Antonio Leyva Yepez; род. 6 января 1993, Гвадалахара) — мексиканский борец греко-римского стиля, призёр Панамериканских игр и Панамериканских чемпионатов, участник двух Олимпийских игр.

## Карьера
В августе 2016 года на Олимпиаде в Рио-де-Жанейро в схватке на стадии квалификации проиграл грузину Роберту Кобиашвили (0:7) и занял итоговое 19 место. В марте 2021 года на Панамериканском квалификационном турнире в Оттаве его коллега по сборной Хосе Андрес Варгас завоевал лицензию на Олимпийские игры в Токио. В августе 2021 года на Олимпиаду от Мексики поехал Лейва и в схватке на стадии 1/8 финала уступил россиянину Александру Чехиркину (0:7) и занял итоговое 15 место.

## Достижения
- Панамериканский чемпионат по борьбе 2015 — ;
- Панамериканский чемпионат по борьбе 2016 — ;
- Олимпийские игры 2016 — 19;
- Панамериканский чемпионат по борьбе 2017 — ;
- Панамериканский чемпионат по борьбе 2019 — ;
- Панамериканские игры 2019  — ;
- Олимпийские игры 2020 — 15;